# Trompeterhaus (Horstwalde)

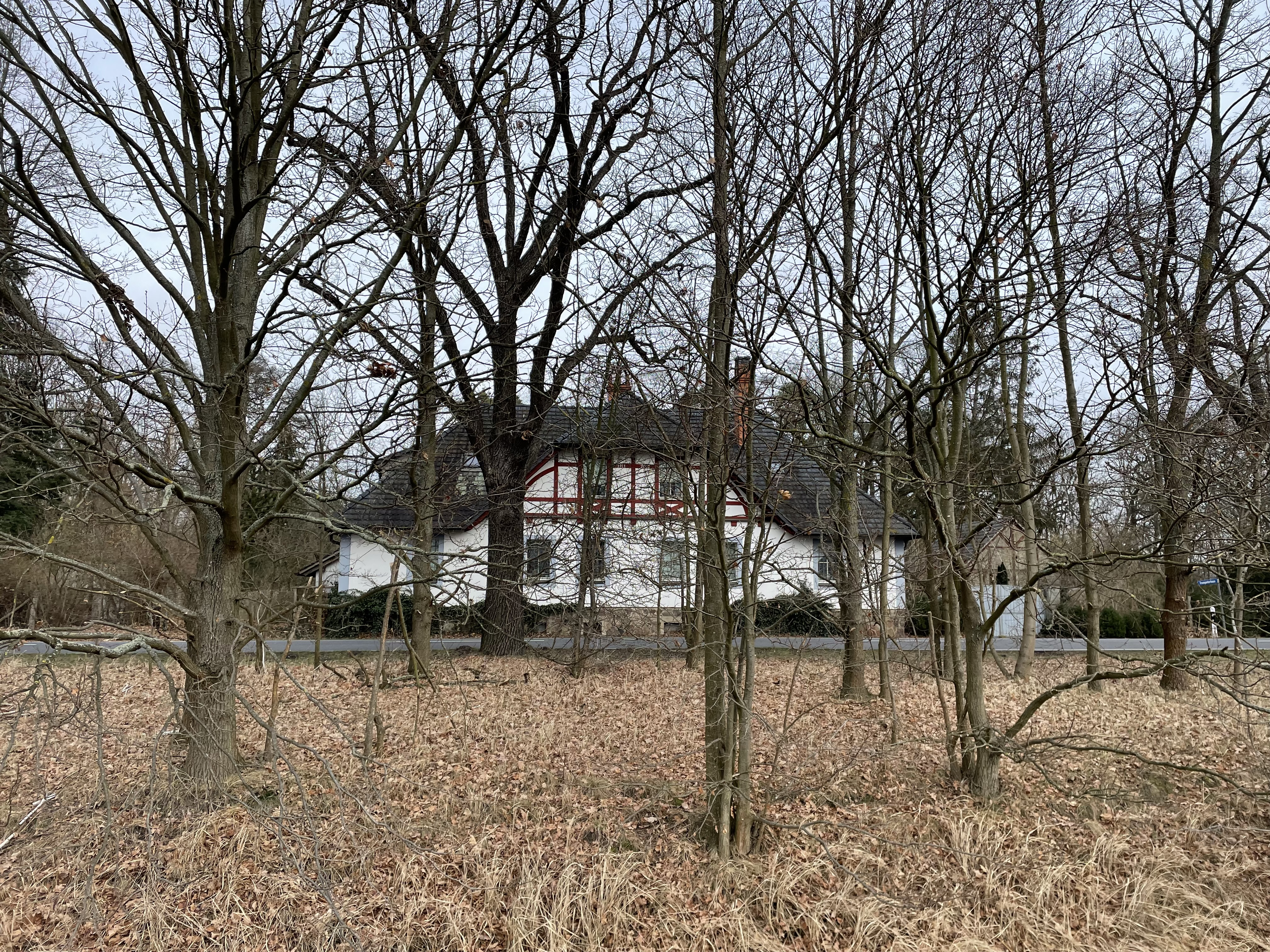
Trompeterhaus

Trompeterhaus war ein Wohnplatz im Ortsteil Horstwalde der Stadt Baruth/Mark im Landkreis Teltow-Fläming in Brandenburg.

## Lage
Der Wohnplatz lag unmittelbar an der Kreisstraße 7225, die von Westen kommend in östlicher Richtung an der Wohnbebauung vorbeiführt. Westlich befindet sich der Ortsteil Horstwalde sowie östlich hiervon der weiteren Wohnplatz Forsthaus Wunder. Östlich des Wohnplatzes liegt der weitere Ortsteil Mückendorf. Die nördlich und westlich gelegenen Flächen sind bewaldet und werden durch den Mückendorfer Graben entwässert; die übrigen umgebenden Flächen werden vorzugsweise landwirtschaftlich genutzt.

## Geschichte
Der Wohnplatz Trompeterhaus erschien erstmals im Jahr 1950 und erneut 1957. Das Wohngebäude ist jedoch älter und trägt die Jahreszahl 1911 im Giebel.